# Philipp Heyde
Philipp Heyde (* 12. Juli 1815 in Ronshausen im Landkreis Hersfeld-Rotenburg; † 13. November 1883 ebenda) war ein deutscher Bürgermeister und Mitglied der Zweiten Kammer der kurhessischen Ständeversammlung.

## Leben
Philipp Heyde bekleidete in seinem Heimatort das Amt des Bürgermeisters, als er im Jahre 1858 ein Mandat für die Zweite Kammer der kurhessischen Ständeversammlung erhielt. Er war für den Wahlbezirk Melsungen-Rotenburg aus den Reihen der größeren Grundbesitzer bis 1862 in dem Parlament.
Es wurde nach den Unruhen im Jahre 1830 zum Zweck der Beratung und Verabschiedung einer Verfassung gebildet und hatte bis 1866 Bestand, als das Land Hessen durch Preußen annektiert wurde.